# Cimetière néo-zélandais de Nessadiou
Le cimetière néo-zélandais de Nessadiou est un cimetière situé à Nessadiou (un quartier détaché de Bourail) en Nouvelle-Calédonie, où l'on rend hommage à tous les soldats néo-zélandais morts pendant la Seconde Guerre mondiale.

## Contexte
Lors de la Seconde Guerre mondiale, la Nouvelle-Calédonie entre dans le camp des Alliés, aux côtés de l’Australie et de la Nouvelle-Zélande. L’Australie vient rapidement en aide à la Nouvelle-Calédonie et au Bataillon du Pacifique qui ira se battre sur le front méditerranéen. En 1941, débarque le premier contingent australien, qui sera suivi des Américains en mars 1942. De son côté, la Nouvelle-Zélande envoie en Nouvelle-Calédonie sa 3e division le 11 novembre 1942. Celle-ci s’installe à Bourail qui devient le principal camp néo-zélandais. Dans les vallées, sont installés un hôpital de 600 lits à Boghen, un centre de transmission à Néméara, un dépôt d’intendance à Téné, une station d’essence à Bacouya, une boulangerie à Nandaï et des camps où vivent en permanence deux à trois mille hommes. En avril 1943, avec l’arrivée de deux bataillons en provenance de Norfolk et de Tonga, l’effectif des forces néo-zélandaises avoisine les 18 000 personnes.

## Présentation
Le cimetière néo-zélandais, situé au sud de Bourail en bord de RT1 entre l’embranchement de Boghen et le cimetière des Arabes se visite librement. Lors des opérations contre les Japonais dans le Pacifique Sud, les forces néo-zélandaises ont enregistré de nombreuses pertes. En janvier 1943, est créé à Bourail un cimetière pour ces soldats, sur un terrain généreusement offert par Charles Goussard. 242 soldats sont enterrés à Nessadiou dans le cimetière néo-zélandais et 449 noms sont inscrits sur un monument érigé en mémoire de ceux tombés au combat. La mémoire des disparus est célébrée lors de l’ANZAC Day, chaque année, le 25 avril.

## Galerie

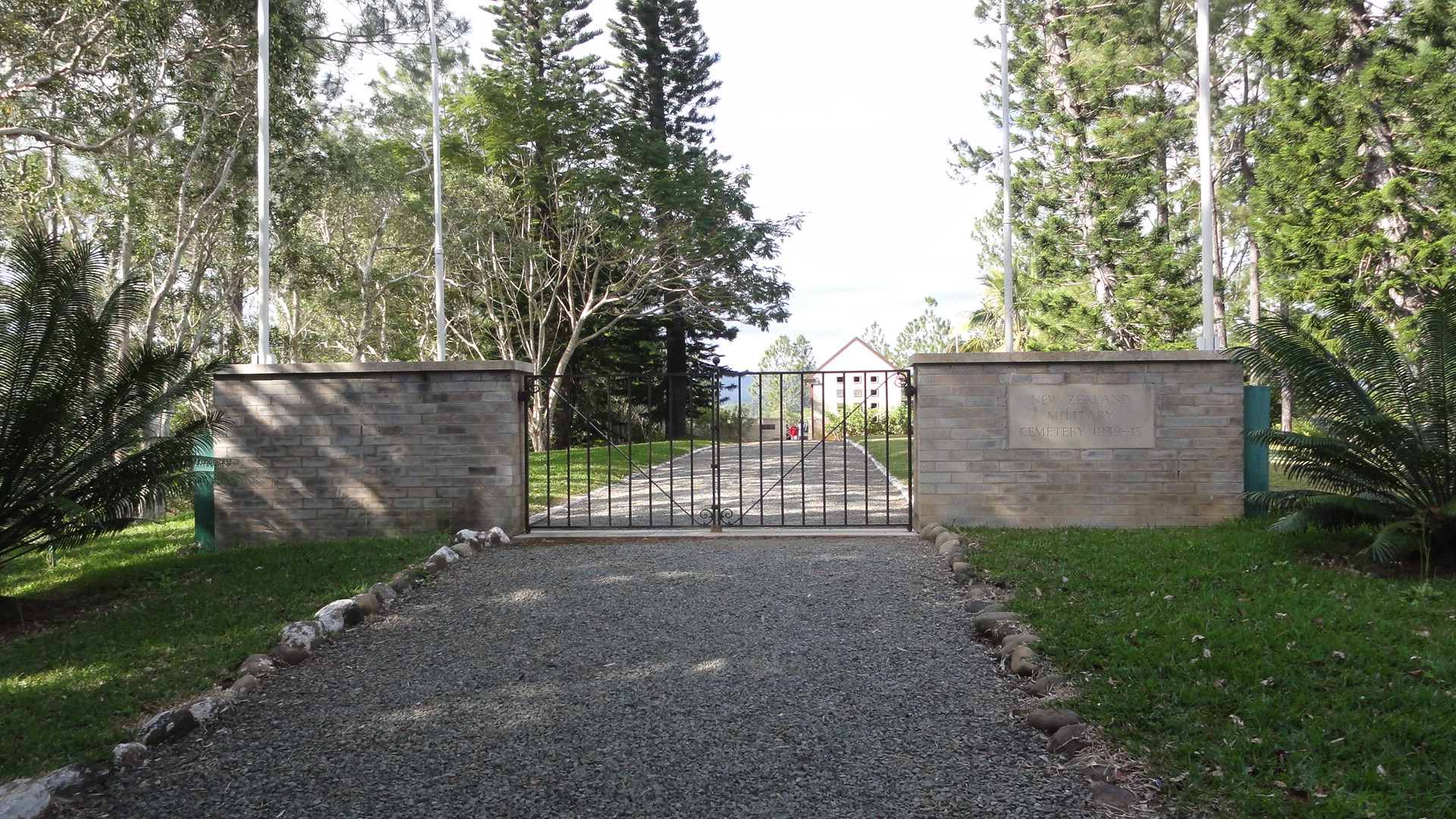
Entrée du cimetière
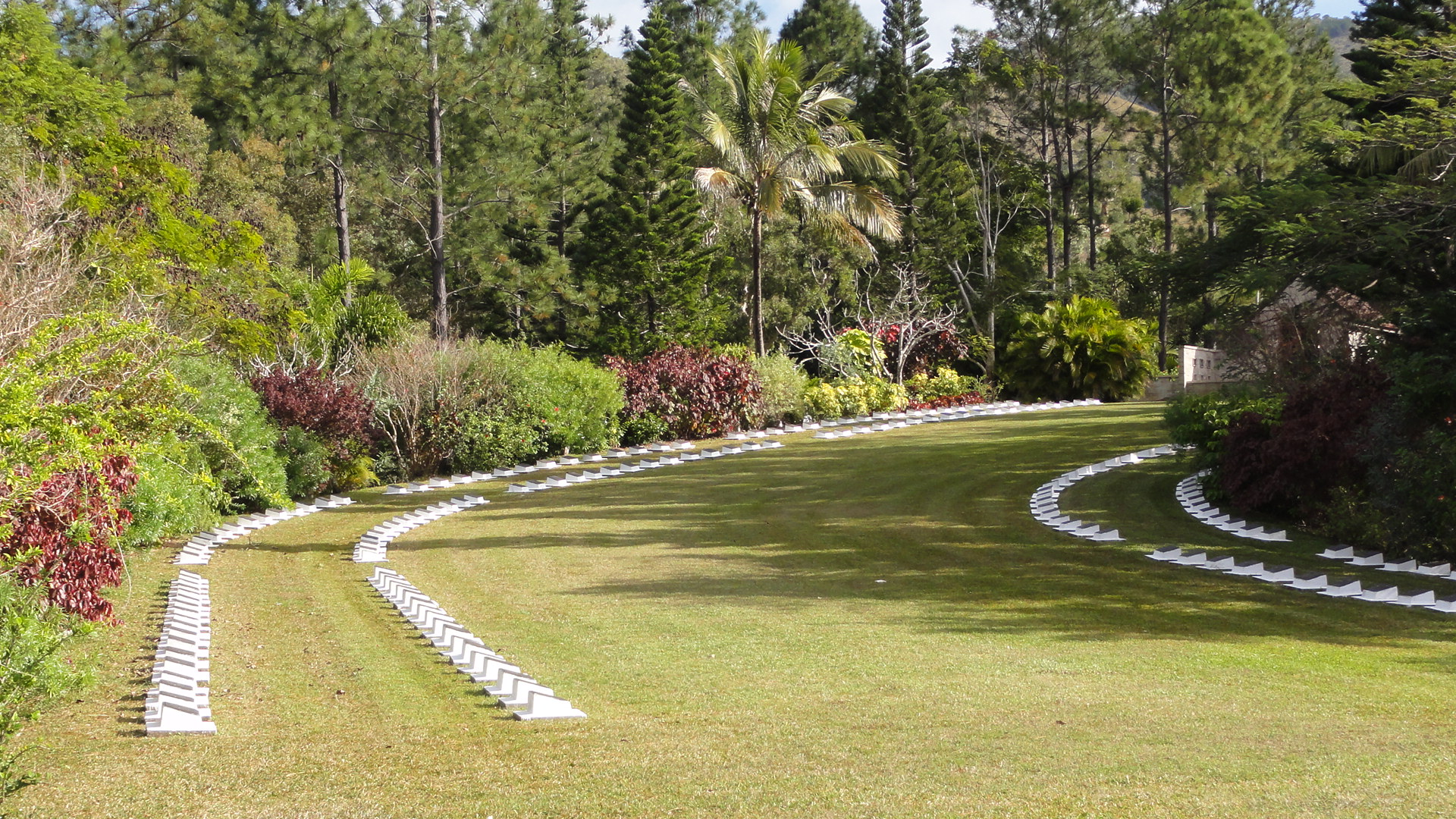
Allée du cimetière
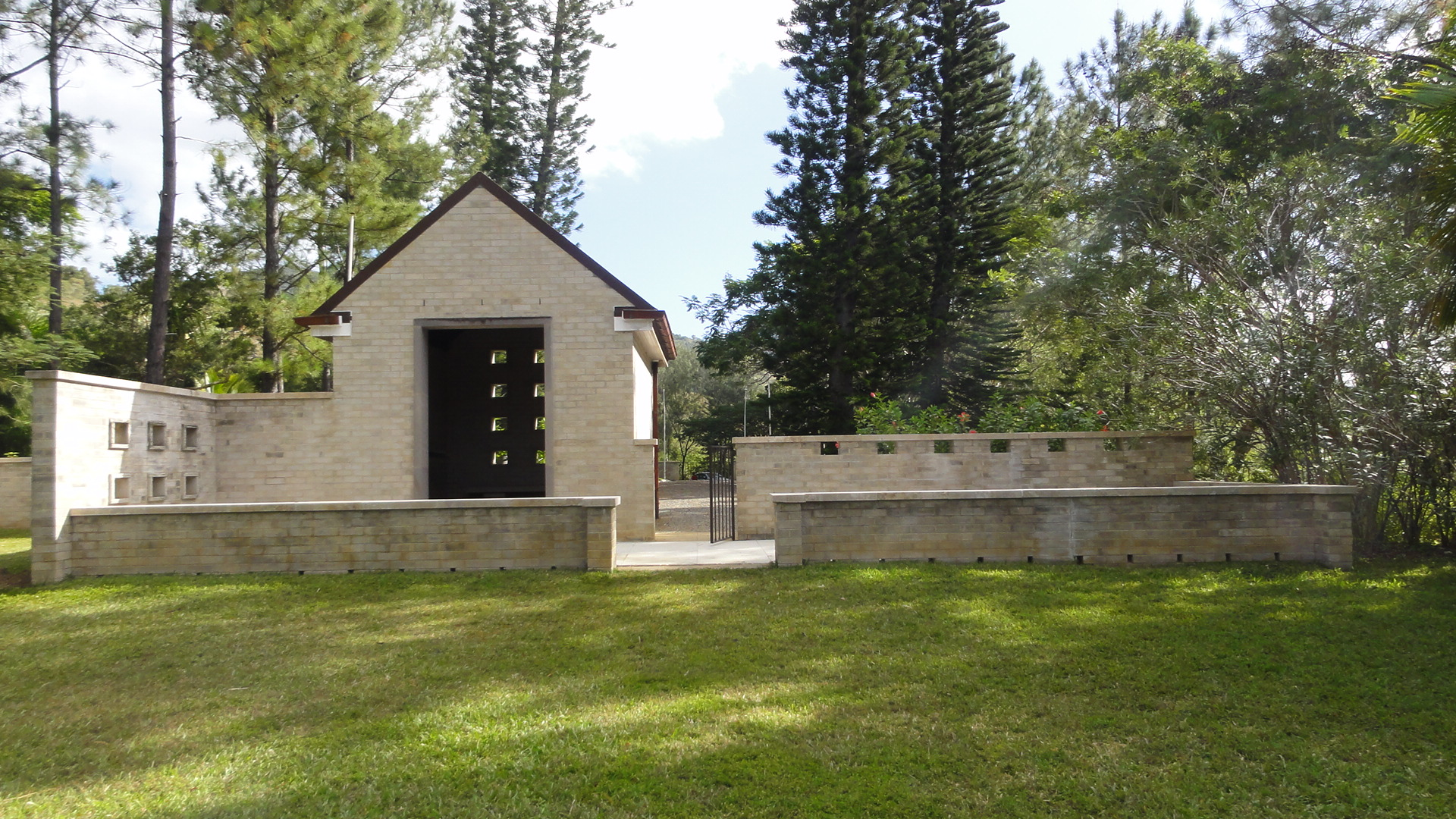
Vue du cimetière